# Juviles (kommunhuvudort)
Juviles är en kommunhuvudort i Spanien.   Den ligger i provinsen Provincia de Granada och regionen Andalusien, i den södra delen av landet, 400 km söder om huvudstaden Madrid. Juviles ligger 1 271 meter över havet och antalet invånare är 192.
Terrängen runt Juviles är kuperad åt sydost, men åt nordväst är den bergig. Runt Juviles är det glesbefolkat, med 9 invånare per kvadratkilometer. Närmaste större samhälle är Albuñol, 17,5 km söder om Juviles. Omgivningarna runt Juviles är i huvudsak ett öppet busklandskap.